# Grigris’ Glück
Grigris’ Glück (Originaltitel: GriGris) ist ein französisch-tschadisches Filmdrama aus dem Jahr 2013. Regie führte Mahamat-Saleh Haroun. Der Film feierte am 22. Mai 2013 auf den Internationalen Filmfestspielen von Cannes 2013 Premiere. Der Film wurde als tschadischer Beitrag für den besten fremdsprachigen Film bei der 86. Oscar-Verleihung ausgewählt.

## Handlung
Trotz seines gelähmten Beines, das ihn behindert, träumt Souleymane, alias Grigris, davon, Tänzer zu werden. Er ist ein junger Tschader, der für seinen Stiefvater, einen Fotografen, arbeitet. Er tanzt regelmäßig in einem Nachtclub und improvisiert Choreografie zum Klang von Popmusik. Er verwendet sein gelähmtes Bein als unabhängiges Instrument und erregt Bewunderung bei den Kunden, was ihm großen Erfolg und etwas lokale Bekanntheit einbringt. Mimi, eine junge und schlanke französisch-tschadische Prostituierte, träumt davon, Model zu werden. Sie bewundert auch Grigris’ Tanzkünste und macht in ihrem Studio ein Werbefotoshooting. Dabei kommen sie sich näher und verlieben sich.
Souleymanes Stiefvater, den Souleymane als seinen Vater betrachtet, wird plötzlich krank. Da es im Tschad keinen Sozialschutz gibt, muss die Familie eine große Summe an das Krankenhaus zahlen, damit Souleymanes Stiefvater versorgt werden kann. Souleymane, völlig hilflos, beschließt, sich an Moussa, einen Mafiaboss, zu wenden, um sich einen Job im landesweit verbreiteten Benzinhandel zu verschaffen. Dadurch erhofft er sich, das Geld zu verdienen, das er zur Finanzierung der Behandlung im Krankenhaus benötigt. Der Transport von Benzinkanistern durch Schwimmen im Fluss wird abgebrochen, da Grigris aufgrund seines Beines eine gewisse körperliche Behinderung hat. Kurz vor seiner Entlassung erhält Grigris einen Posten für den Transport von Benzinkanistern, den er dank seines Know-hows als Autofahrer annehmen kann. Aber anstatt die Waren an ihren Bestimmungsort zu bringen, plant er, sie umzuleiten und den finanziellen Gewinn einzustecken. Diesen verwendet er sofort für die Pflege seines Schwiegervaters. Er täuscht dabei eine Verstümmelung vor, um seiner Verhaftung durch die Polizei und der Beschlagnahmung der Waren zu entgehen. Doch Moussa glaubt ihm nicht und bedroht ihn und Mimi, die mittlerweile seine Freundin ist. Grigris wird aufgefordert, das Geld innerhalb von zwei Tagen zu liefern. Er beschließt jedoch,  mit Mimi aus der Hauptstadt N’Djaména zu fliehen, um in einem traditionellen Dorf Zuflucht zu suchen. Aber die Mafia findet schnell ihre Spuren.

## Auszeichnungen (Auswahl)
Antoine Héberlé gewann für seine Arbeit 2013 den Prix Vulcain de l’artiste technicien. Beim Dubai International Film Festival 2013 erhielt die Hauptdarstellerin den Muhr AsiaAfrica Special Mention.